# 亚太基金会
加拿大亚太基金会是在1984年依照加拿大国会法案（Act of Parliament）成立，旨在研究加拿大与亚洲关系的独立非政府机构，总部设在温哥华。亚太基金会是融合知识、技能和人才为一体的综合性研究机构，並为促进加拿大与亚洲地区的对话、交流、安全、政治和社会问题的提供重要政策支持。
亚太基金会也是太平洋经济合作理事会委员，以及亚太经济合作组织工商界理事会理事。

## 历史
亚太基金会最初是由加拿大联邦政府出资5000万加元作为初始资本，并先后集合其他联邦政府机构、地方政府机构和工商机构的出资。亚太基金会定于每年3月31日给加拿大外交部呈报年度报告，外交部将报告传递至国会的各个部门，报告将以英法两种官方语言呈现给民众。

## 部分重要研究
- 海外加侨统计与研究（Canadians Abroad）
- 加中经济关系与战略（Canada-China Economic Relations）
- 亚太门户走廊（Asia-Pacific Gateway and Corridor Initiative）

## 组织治理
基金会组织是遵循加拿大联邦政府《亚太基金会法案》（1985年修订版 R.S., 1985, c.A-13）所組成。基金会现任董事会主席是曾任哈佛商学院院长的約翰·海克特·麥克阿瑟（John H. McArthur）教授。现任总裁兼首席执行长是胡元豹，他同時也是太平洋经济合作理事会加拿大首席代表，及不列颠哥伦比亚大学亚洲研究院客座教授。
基金会其他董事会成员包括：
- Kenneth S. Courtis，前高盛（亚洲）公司总经理兼副总裁
- Ken Sunquist，加拿大外交国贸部助理副部长，国际事务与首席贸易官
- Carol Anne Lee，Linacare Cosmetherapy公司总裁兼首席执行官
- John Reynolds，McMillan律师事务所高级战略顾问，前国家反对党党首

其他董事成员包括：
- George Heller, 前Hudson's Bay Company董事长、总裁兼首席执行官
- Diana Liu，Cansbridge资本公司总裁
- Robert Pace，Maritime传播系统总裁
- Pittman B. Potter，不列颠哥伦比亚大学亚洲学院院长
- John Reynolds，Lang Michener（朗明）律政事务所高级战略顾问
- Nicole Senécal，Holdsworth事务所高级副主任
- Patrick Wong，Wong, Robinson会计事务所
- Paul Evans，不列颠哥伦比亚大学Liu国际事务研究中心副主任，政治科学系教授

杰出高级学者：
- Joseph Caron，加拿大前驻华公使、前驻日公使、前驻印度公使
- Donald W. Campbell，戴维斯律师事务所高级顾问、加拿大外交和经贸部前副部长、哈勃总理驻八国集团代表
- Baljit S. Chadha
- Stockwell Day，加拿大国库委员会前主席、亚太门户前部长、外交和经贸部前部长
- Leonard J. Edwards，加拿大联邦外交和经贸部前副部长

高级学者:
- Amitav Acharya，美利坚大学“联合国科教文组织”首席国际关系学教授
- Hank Bull，温哥华现代亚洲艺术馆创始人
- Wendy Dobson，多伦多大学商学院教授和国际商务中心主任
- Paul W. Beamish，西安大略大学毅伟商学院国际商务学杰出教授
- Brian Job，不列颠哥伦比亚大学政治学教授和国际关系中心主任
- Pitman Potter，不列颠哥伦比亚大学法学教授和“香港银行”亚洲研究首席教授
- George Stalk Jr.，波士顿咨询集团高级顾问
- 王辉耀

常驻企业家：
- Doug Horswill，Teck资源公司高级副总裁
- Hugh Stephens，前时代华纳集团（亚洲）高级政策经理

常驻学者:
- Michael Goldberg，不列颠哥伦比亚大学（UBC）尚伟商学院前院长

## 研究学者
基金会热衷研究同时，注重对下一代亚太地区研究人才的培养。包括同不列颠哥伦比亚大学合作的亚太政策学硕士学位，以及每年世界范围选招三名优秀加拿大居民身份的硕士生/博士生，培养未来亚太事务研究人才。

## Jack Austin 亚太商务研究中心
基金会与西蒙菲沙大学商学院合作成立了该中心，专注亚太商务和管理方面的学术研究。